# التنظيمات العثمانية
التنظيمات العثمانية تعرف وفقا لدائرة المعارف الإسلامية: «إنها اصطلاح مأخوذ من قانون» تنظيم إتمك«، ويقصد بالتنظيمات الإصلاحات التي أدخلت أداة للحكم والإدارة في الدولة العثمانية من مطلع عهد السلطان عبد المجيد الأول. وقد استهلت بالقانون المعروف بصفة عامة باسم خط شريف كلخانة. وورد اصطلاح تنظيمات خيرية لأول مرة في السنوات الأخيرة من حكم السلطان محمود الثاني، أما نهاية عهدها فكانت حوالي عام 1876 م، عندما تولى الحكم عبد الحميد الثاني».
وفي تعريف آخر للتنظيمات: أنها عبارة عن إصلاحات تستوحي التجربة الأوروبية إلى حد بعيد، تهدف لتغير نظام الإمبراطورية العسكري والإداري، وإرسائها علي أسس فكرية وقانونية جديدة.
من المعروف تاريخيًا ان الإعلان عن التنظيمات في الدولة العثمانية تزامن مع فترة الحكم المصري لسورية. ففي الثالث من تشرين الثاني (نوفمبر) 1839، دعا السلطان الجديد عبد المجيد الأوّل وجهاء القوم وأرباب الحكم إلى قصر الزهور (الكلخانة)، حيث قرئ البيان الذي عرف باسم «خط الكلخانة الشريف»، الذي صاغه مصطفى رشيد باشا (ناظر الخارجية (بمساعدة المستشارين الفرنسيين، لم يحظ الخط الشريف بالاهتمام اللائق من قبل جمهور السوريين حتى بعد عودة الحكم التركي المباشر لسورية اثر رحيل قوات إبراهيم باشا سنة 1841. والسبب الرئيسي في ذلك يرجع إلى أن السلطان التركي المصلح رغم أنه كان قد اضطر لاعلان الخط الشريف تحت ضغط ظروف الأزمة الحادة التي عانتها الامبراطورية العثمانية، فضلا عن المبادئ الأساسية التي تضمنتها الفرامين اللاحقة لتنفيذ الإصلاحات، والتي ظلت حرفا ميتا بفعل الظروف الموضوعية والعوامل الذاتية، تلك المبادئ التي يمكن تلخيصها على الشكل الآتي:
1. صيانة حياة الرعايا وشرفهم وممتلكاتهم بغض النظر عن معتقداتهم الدينية. 2- ضمان طريقة صحيحة لتوزيع الضرائب وجبايتها. 3- تنظيم أمور الجندية مع تحديد أمدها. 4- إجراء المحاكمات علنا...ألخ.

وكما جاء الخط الشريف سنة 1839 عاقبة لظروف الحرب التركية المصرية، صدر الخط الهمايوني قبيل عقد الصلح تحت ضغط الدول الاوربية في 19 شباط (فبراير) 1856، فكان بمثابة التزام دولي وفقا للمادة التاسعة من معاهدة صلح باريس المعقود في 30 آذار (مارس) 1856، لم يكن بمقدور السلطان التركي إلغاءه ولا تغييره الا بموافقة الدول الكبرى. وبمعنى آخر: «ان كان البيان الأول قد حرم الدبلوماسية الأجنبية والروسية خاصة، من آية ذريعة للتدخل في شؤون الامبراطورية العثمانية، فان البيان الثاني كن قبل كل شئ وسيلة لمثل هذا التدخل». على حد تعبير المستشرق لوتسكي.
خصائص التنظيمات:
جمعت التنظيمات في جميع توجهاتها الأساسية أغلب البنود التي احتواها الإعلان الفرنسي لحقوق الإنسان في عام 1789م، فقد اشتمل خط كلخانة لجميع الأهالي الامان على نفوسهم وأعراضهم وناموسهم. كما أنها كانت أولى الوثائق الرسمية التي لم تستمد مصدرها من الشرعية الإسلامية، بل اعتمدت مصدرا وضعيا للتشريع مستوحى من التجربة الدستورية الأوروبية، فقد احتوت على مفاهيم غربية مثل «وطن» بدلا من «الأمة»، لتكن هذه الحالة أولى الخطوات نحو فصل الدين عن الدولة وإرساء النظام العلماني.
أهداف التنظيمات:
حدثت هذه التنظيمات نتيجة للعمل المشترك بين السلطان العثماني الذي عبر عن رغبته في الإصلاح وجماعة من كبار الموظفين الذين كان لهم علم وخبرة مباشرة بأوروبا. هدف السلطان من وراء إصدارها إلى النظر في الأحوال السائدة في الدولة وتنظيم أمورها، بغرض إعادة اللحمة إلى المجتمع العثماني، على أسس اجتماعية واقتصادية وسياسية جديدة تحت شعار ما عرف بالعثمنة، وإلغاء التناقض بين جميع طوائف السلطنة وقومياتها. لجانب هدفه في استحداث الإدارة، الذي تمثل في البدء بسياسة مركزية من شأنها ربط الولايات جميعها بالمركز والقضاء على كل أشكال الاستقلال الأسري، بقصد توطيد الثقة بحكومة البلاد، واسترضاء الدول الأوروبية التي زاد مع الأيام تدخلها في شؤون البلاد تحت ذرائع حماية المسيحيين من رعايا الدولة، بغية خلق دولة حديثة قائمة على العدالة، لكن هذه العدالة كانت مقيدة بنظام إداري بيروقراطي.
مراحل التنظيمات العثمانية:
المرحلة الأولى: التنظيمات الخيرية، وبدأت من سنة 1839م إلى سنة 1876م، وتشمل عصري السلطان عبد المجيد الأول والسلطان عبد العزيز الأول.
المرحلة الثانية: تعرف بالمشروطة وتشمل عصر عبد الحميد الثاني، من عام 1876 إلى 1908.

## مظاهر التنظيمات العثمانية
مرسوم كلخانة:

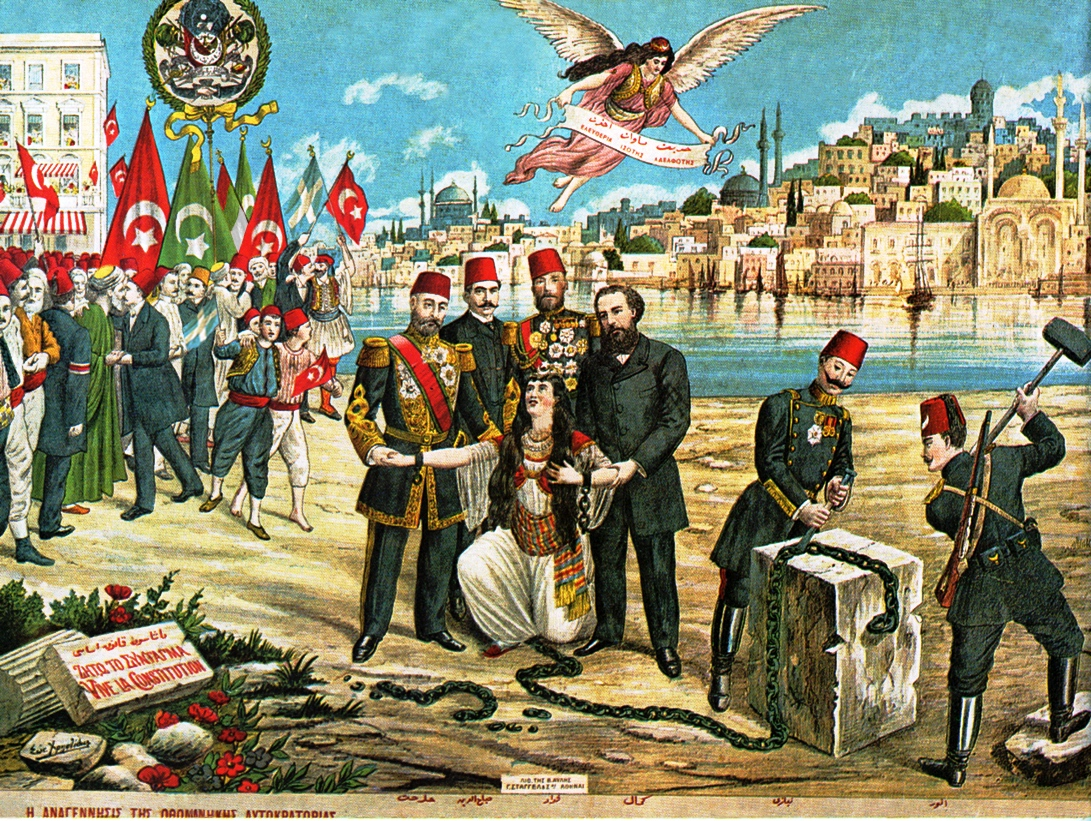
مطبوعة حجرية تحتفل بثورة تركيا الفتاة تظهر فيها مصادر إلهام الحركة، مدحت باشا والأمير صباح الدين وفؤاد باشا ونامق كمال، والقادة العسكريون نيازي بك وأنور باشا، وشعار «حرية، مساواة، أخوة».

يعتبر خط شريف كلخانة مرحلة هامة من مراحل التحديث التي شهدتها الدولة العثمانية منذ القرن الثامن عشر، وبالرغم أنه لم يكن بداية التحديث إلا ان خصائصه الرئيسية تكمن في ملامحه التي كانت بمثابة صورة منعكسة عن الدساتير الأوروبية خلال الثلاثينيات من القرن التاسع عشر. لكن تمثل صنعه بمهارة من خلال دمج ملامح النظم الأوروبية في النظم التقليدية العثمانية، بالإضافة إلى المبادئ الأخرى التي أملتها الضروريات العملية، ولم يكن مستمدا من الشريعة بل استهدف مصلحة الدولة مثله في ذلك مثل كثير من القوانين التي أصدرها السلاطين السابقون.
خط همايون «التنظيمات الخيرية»:
تبيّن أن خط كلخانة لم يكن كافيا في نظر الدول الأوروبية التي تطمح إلى عمليات «إصلاح» أوسع، لذلك عادت لممارسة ضغوطها على الدولة العثمانية، نتج عنها إصدار السلطان عبد المجيد الأول في 18 شباط/ فبراير 1856م. خط همايون حرب القرم (1853- 1854م)، فكان هذا الخط بمثابة هدية إلى إنجلترا وفرنسا اللتين وقفتا ضد تقسيم السلطنة في أعقاب حرب القرم. اتخذت الدولة العثمانية في هذا الخط خطوات إصلاحية إيجابية لخير رعاياها فأقر السلطان كافة المبادئ والضمانات التي وردت في خط كلخانة، فكلاهما صدر بمرسوم سلطاني حاد اللهجة. وإن تكن ثمة اختلافات فخط همايون سنة 1856م كان أكثر دقة وعصرية واقتباسا عن الغرب، بصورة لم تعهد من قبل في الوثائق العثمانية، كونه لم يستشهد بآية قرآنية أو بقوانين الإمبراطورية العثمانية، فكان المرسوم برمته يتطلع إلي الإمام أكثر مما يستوحي الماضي. فقد نادى الخط بإلغاء نظام الالتزام، والقضاء على الرشوة والفساد، كما أنه أكد من جديد تطبيق الخدمة العسكرية على المسلمين وغير المسلمين، وعدم تطبيق عقوبة الإعدام على المرتدين عن الإسلام.
عاد هذا الامتياز بالفوائد الجمة على فرنسا وانكلترا، إذ توطدت علاقات وثيقة بين الطوائف المسيحية السورية وعاصمتي الدولتين أو مع بعثتيهما الدبلوماسيتين في المشرق، كما أن الطوائف الكاثوليكية (المارونية وأمثالها) والبروتستانتية اتخذت موقف مؤيدا ومتعاطفا مع الخط الهمايوني، الذي ركز خلافا للخط الشريف الأول – على المساواة بين الأديان والمذاهب المختلفة، ووسع حقوق وامتيازات رعيا ووكلاء الدول الراسمالية الذين كانوا في غالبيتهم من التجار الكومبرادوريين المسيحيين.لذا، أثار خط همايون 1856 مخاوف فئة التجار المرابين من الطوائف المسيحية، ولاسيما داخل أوساط المثقفين الذين يعبرون عن أيديولوجية هذه الفئة الاجتماعية، ومن المعقول جدا أن الأوهام التي تولدت بعد الخط الهمايوني والتي ترددت من على منابر وندوات الجمعية بصفة أمان وآمال، بل وحتى على شكل مطالب وتوقعات، أثارت أيضا حفيظة الوالي التركي.
مجموعة قوانين تنظيمية واصلاحية 1840-1874
أصدرت الدولة العثمانية في أعقاب فرمان كلخانة مجموعة من قوانين تنظيمية جديدة لتنفيذ توصيات هذا الفرمان أدت إلى حدوث تغيرات كبيرة شملت مختلف مجالات الحياة، حيث تركزت على شكل مجموعة من القوانين الجنائية الخاصة بالمحاكم والقضاء الشرعي العثماني. لجانب قانون جديد يؤكد على الجانب العسكري وامور الجيش، لجانب خط تنظيمات أخر ظهر عام 1874 تضمن حاجة الدولة إلى الإصلاح، والتأكيد على ما جاء في التنظيمات السابقة له.
المشروطية الأولى إعلان الدستور 1876م
تولى السلطان عبد الحميد الثاني عرش السلطنة، وعهد بالصدارة العظمى إلى مدحت باشا، وأمره بتشكيل لجنة لوضع مشروع دستور. وبعد جلسات ومناقشات عديدة للجنة التي أوكلها السلطان مهمة وضع الدستور الذي أعلن يوم 23 كانون الأول/ ديسمبر 1876م. وقد هدف السلطان من وراء إصدار الدستور إلى وقف تدخل الدبلوماسية الأوروبية في شؤون البلاد الداخلية، ووقف التطلعات الانفصالية لشعوب الدولة من المسيحيين، والتنويه بأن الدولة العثمانية قادرة على إصلاح نفسها دون تدخل أجنبي.
ونص الدستور علي الحقوق العامة لرعايا الدولة فأكد على مساواتهم أمام القانون دون النظر إلى ديانتهم، ولهم كل الحقوق وعليهم جميع الواجبات، وقرر أن الحريات الشخصية مصونة ولا تنتهك، وكفل حرية العبادة لغير المسلمين شريطة أن لا يرتكب أحد في إقامة شعائره الدينية ما يخل بالنظام العام أو يتعارض مع الأخلاق الطيبة، ونص على أن التعيين في المناصب الحكومية ميسور للجميع بشرط توفر الكفاءة والمقدرة وإجادة اللغة التركية، وشدد علي تحريم انتهاك حرمة المساكين، وقرر عدم السماح بجمع أموال في صورة ضرائب إلا طبقا للقانون.
الاثار الناجمة عن التنظيمات العثمانية
تعددت واختلفت الاثار الناجمة عن التنظيمات العثمانية ايجابا وسلبا، خاصة بعد العزل الذي كان يعاني منه السكان العثمانيين عن العالم، لذا نعرض بعض من أثارها الايجابية والسلبية في معظم جوانب الحياة العثمانية، حيث كان لها تأثير بارز على الجانب العسكري بشكل أساسي، ومختلف الجوانب الاقتصادية والادارية والاجتماعية والثقافية.
أتت المؤسسة العسكرية في أولى درجات الاهتمام، فهي أولى المؤسسات التي عرفت نظام الإصلاح، بسبب الطابع العسكري للدولة العثمانية، فبعد سيطرة طبقة العسكر عليها وتوالي الهزائم على الدولة في ظل التفوق الأوروبي في شؤون الجيش، مما جعل الإصلاح العسكري أمرا مركزيا، ومنه بدأت تمتد لباقي الجوانب الإدارية والاجتماعية والتعلمية والقضائية وغيرها.
تركت الإصلاحات العثمانية أثرها على المجالين الإداري والاجتماعي في الولايات العثمانية لكل بنسب ودرجات متفاوتة، فمنذ فترة السلطان محمد الثاني الذي اتبع نظام مركزية الدولة حيث أعاد الحكم المباشر اليه. لجانب ذلك، تم تسجيل نجاحات في الإدارة الحكومية حيث تم إنشاء مجلس وزراء يقدم مشورة للسلطان كما يشرف على الوزارات المختلفة. كما تم وضع خطوط عريضة للتغير في مجال التعليم فزيدت عملية إنشاء المدارس بمختلف مراحلها التعليمية، كما تم إنشاء إدارات معارف للإشراف على الوضع التعليمي في مختلف الولايات، أضف إلى ذلك الارساليات التعليمية التي كانت ترسل لطلب العلم في الخارج. ساهمت التنظيمات في ظهور الصحافة والطباعة والجرائد رغم وضع الرقابة عليها، الا ان دورها وتأثيرها في نشر التنظيمات كان كبير وبارز من خلال نشرها أمور مختلفة متعلقة بقضايا اقتصادية وثقافية وسياسية زادت من معرفة الناس ووعيهم واطلاعهم.
حسنت الإصلاحات كذلك من البنية التحتية منذ عهد عبد المجيد، الذي استهدف اصلاح الطرق القديمة، وانشاء طرق جديدة. ووضع بعض السكك الحديدية، لجانب إنشاء خطوط التلغراف التي ربطت مركز المقاطعات الرئيسية بالعاصمة، كما تم إنشاء نظام بريدي، على الرغم من ان التقدم كان بطيئا إلا أن فوائده كانت كبيرة، وأدت لتحسينات مستمرة بالبنية التحتية وزادت من قوة الإدارة المركزية للدولة.
إن محاولات الإصلاح الفاشلة التي قامت بها الدولة العثمانية لم تسهم في معالجة الخلل بشكل أساسي، انما زادت من التدخلات الخارجية بشؤون الدولة العثمانية، والتي ساهمت بدورها في إحداث تبدلا ظاهرا في المناخ الفكري لدى رجالات النهضة باتجاه تحريك الأمرجة نحو التضامن مع الواقع العثماني وغيرها من الأمور، لذا نكتفي الآن بالتلميح إلى أن ذلك التبدل الفكري كان سببا رئيسيا في اثارة النعرات والانقسامات القومية داخل السلطنة. ومن المحتمل أن الانقسام لم يطل فقط أوساط المثقفين الوطنيين، بل انتقلت عدواه إلى العلاقة القائمة بينهم وبين المرسلين الأجانب. وقد أكد كمال الصليبي المتضلع في المصادر والمراجع البروتستانتية، ولاسيما الإنكليزية منها، أن البروتستنانتيين الوطنيين "تمردوا على المبعوثين المتكبرين والمتغطرسين" في أواخر الخمسينيات"، وبأن "الخلاف ذر قرنه بين الطرفين فاتسمت علاقاتهم بالتوتر الشديد".
ويمكن استقراء عدم التجانس في المواقف من سياق المعلومات التي وصلتنا من الجمعية العلمية الخطابية التي تأسست سنة 1859 بترخيص رسمي من الدولة.
تتعلق المعلومة الأولى برئاسة الجمعية، التي تفيدنا في معرفة أن القنصليين الأمريكي والبريطاني توليا الاشراف على إدارة الجمعية رسميا، بيد أن ذلك اتخذ طابعا تشريفيا وشكليا. وان الرؤساء الفعليين لهذه الجمعية هم ثلاثة من أعلام الفكر والثقافة في المجتمع البيروتي آنذاك، بطرس البستاني البروتستانتي، وميخائيل مدور الماروني الكاثوليكي، وخليل الخوري الأرثوذكسي، وهم من الناس المقربين تبعا إلى القنصليات الأمريكية- الإنكليزية، والفرنسية والروسية.
المعلومة الثانية تطلعنا على أن الدكتور فانديك كان الوحيد بين نخبة المرسلين، الذي وطد علاقات وثيقة مع الأعضاء الوطنيين، أي انه كان إنسانا علمانيا أكثر ميلا نحو التشرق في أوساط المبعوثين الأوربيين. كان أول من ألقى محاضرة في الاجتماع الأول للجمعية الخطابية بعنوان «التوفيق بين العلم والدين» باللغة الإنكليزية رغم تمكنه حينئذ من ناصية اللغة العربية، ومن هنا يصح الافتراض التالي، وهو أن فانديك لم يكن ينوي توجيه كلامه إلى سامعيه من العرب الوطنيين الذين دأب المبشرون الأجانب على اقناعهم بضرورة استيعاب المعارف العلمية التي لا تشكل خطرا على معتقداتهم الدينية، متخذين من ذلك قناعا للتستر على مآربهم الخبيثة، بل توجه في الواقع إلى أصدقائه من المبشرين الأنكليكانيين وإلى ملهميهم وأسيادهم الأجانب. كل ما في الأمر أن المرسلين الأجانب في مطلع الخمسينيات وضعوا نصب أعينهم مهمة الدعوة الحارة والصداقة للنشاط العلمي – الثقافي، ولكنهم تحولوا في أواخر الخمسينيات إلى مواقع التبشير الديني والروحي البحت. الأمر الذي يقودنا إلى الاستنتاج المنطقي التالي، ان المراوحة في اطر تكتيكهم السابق كان يعني الانفصام إلى هذا الحد أو ذاك بين إستراتيجية المبشرين من جهة، وبين إستراتيجية المنورين العرب في بيروت المتطلعة إلى التطور والتقدم.
نؤكد في هذا المقام أن المحاضرة التي ألقاها البستاني في 15 شباط (فبراير) 1859 بعنوان «خطاب في آداب العرب» تمثل النموذج الأمثل للنزعات الجديدة التقدمية السائدة في أوساط المفكرين النهضويين العب. وقد أثار ضجة كبيرة ولاقى صدى واسعا بين الناس بعد نشره.
لقد تكلم البستاني بايجاز عن الحضارة العربية قبل الإسلام، وركز جل اهتمامه على الحضارة وتطور العلوم والمعارف في العصر العباسي مشيرا إلى واقع تكون ثقافة عالمية المستوى. وابان حديثه عن اللغة العربية خلص إلى فكرة مفادها أن الحركة الأدبية المعاصرة تفرض مهام عاجلة على صعيد إجراء تغيير ملموس في بنية اللغة العربية وجوهرها. ففي كلامه عن ثراء اللغة العربية بالمترادفات والمتجانسات قال البستاني: «ان اللغة التي تعبر عن مفهوم واحد بكلمات عديدة، ولا تملك القدرة على التعبير بكلمة واحدة ووحيدة عن مفاهيم عديدة، لا يجب من حيث الجوهر اعتبارها لغة غنية، بل فقيرة». وتطرق في خطبته إلى قضايا لغوية هامة، وخطيرة، كتطوير علم الصرف والنحو، وتقريب اللهجة العامية من اللغة الفصحى، فقال: «إذا لم تقترب الفصحى من اللغة الدارجة، فان هذا سيؤدي إلى نتائج لا تحمد عقباها، إذ تصبح هذه اللغة ميتة بالنسبة للإنسان العربي المعاصر، كما حدث للغة اللاتينية عند الشعوب الرومانية، ولغة الغرابار (الأرمني القديم) عند الأرمن المعاصرين، أو لليونانية القديمة لدى أهل اليونان المعاصر». ثم يستطرد قوله: «وهذه لعمري خسارة فادحة لكل العرب. لقد ولت أمجاد العرب في العصور الوسطى يوم كانت حضارتهم أرقى بكثير من الأوربية، ولكن العرب متأخرون اليوم جدا في ميادين العلوم والآداب والتقنية، حقا ان المدارس التبشيرية تنشر العلم والنورن ولكن الجهل لا يزال مخيما في بلادنا». وهنا ارتأى المحاضر اثارة الحمية والحماسة في نفوس سامعيه من العرب فقال: «لا تيأس أيها الأخ العربي المعاصر ولا تضمر الحقد لمن ينطق بالحقيقة بل أود ايقاظك من سباتك العميق، واستنهاضك للاستفادة من العلوم المتطورة، لعلمي علم اليقين أنك أهل للقيام بهذه المهمة، وأعلم أن المستقبل المشرق الوضاء في انتظارك. فالمطابع والمدارس والمكتبات خير ضمانة لوصول أبناء الوطن إلى بر الأمان. ليس بعيدا ذلك اليوم الذي تتحول فيه الأماكن المقدسة والأديرى إلى مدارس، كيف لا والجميع يشعرون من يوم لآخر بالقوة العظيمة الكامنة في العلم، ويدركون حق الإدراك ان المعرفة جوهر الحياة». وفي ختام كلمته أشاد البستاني بفضائل السلطان عبد المجيد وشمائله والذي أصدر «الخط الهمياوني» و«بأفكاره الإنسانية التنويرية» و«بالحريات التي أغدقها على أهل الذمة غير المسلمين، فقال:» فنمو التجارة بين العرب واتساع علاقاتهم.. «بالشعوب المتمدنة وازدياد عدد المطابع والمدارس، والتنظيم الجيد للمصالح الحكومية، والتقدم بين الموظفين في مجال المعارف المختلفة، وظهور الحركة الأدبية الجديدة، والقاء المحاضرات والأبحاث حول المواضيع الأدبية والدينية والسياسية والاجتماعية، والاتجاه نحو تعليم المرأة.. كل هذا يقوي أملنا، في أنه في هذا البلد، حيث يضئ في منتصف القرن التاسع عشر هلال المعارف، سوف ينزغ البدر الكامل».
هذا التوجه العروبي الجديد تجسدت ردود فعله السريعة في ظهور الجمعيات والأندية الأدبية. ولعل أشهرها «العمدة الأدبية لاشهار الكتب العربية» أي لاحياء التراث العربي القديم، ضمت هذه الجمعية ذات الأهداف التنويرية 14 عضوا مؤسسا، أغلبهم من المثقفين النصارى وأقلية من العرب المسلمين. وهذه أسماء مشاهيرهم: ناصيف اليازجي، بطرس البستاني، إسكندر أبكاريوس، خليل الخوري، ميخائيل مدور، نقولا نقاش، حسين بيهم، إبراهيم الأحدب، وغيرهم. فالنشاط الذي ابتداه أباكريوس قبل عقد من السنين باتجاه بعث التراث العربي من رقاده الطويل افسح المجال واسعا أمام قيام هذه الجمعية واضطلاعها بفعاليات وأنشطة حثيثة لتعريف الأوساط العربية بالآثار الجليلة من تاريخ العرب وآدابهم في القرون الوسطى. وليست مصادفة محضة أن الجمعية سعت لنشر المؤلفات والتصانيف التي وضعت في الوسط السوري العربي. فديوان الشاعر أبي الطيب المتنبي الذي تغنى بأمجاد العرب وفضائلهم كان باكورة مطبوعات الجمعية، فقد ضبطه وعلق حواشيه وناظر طبعه المعلم بطرس البستاني.
مختصر القول أنه قد تكونت أيديولوجية النهضة الثقافية العربية التي أخذت تتميز بووضح الرؤية، وتتسم بصبغة سياسية واضحة المعالم. هذا التوجه السياسي القومي يعبر عن جنينية الفكر القومي، فالظروف الجديدة التي أدت لتغير المجتمع التقليدي القديم جعلت الناس بدورها يفكرون بأسلوب جديد وينظرون للأشياء نظرة أكثر واقعية من السابق، فانتشرت أفكار جديدة تتعلق بكيفية تنظيم المجتمع على أساس وطني يقوم على الولاء القومي والوحدة القومية، التي ينظم تحت لوائها مختلف المذاهب والطوائف، فهذه القفزة حدثت بعد قرون عديدة بفعل التطور الاجتماعي والثقافي الذي ساهم بصقله الاحتكاك مع التفكير الأوروبي، تجدر الإشارة لكون هذا التغير لم يجر على ولايات الدولة العثمانية على مستوى واحد بل تأثر بعوامل عدة كانتشار التنظيمات التي اختلفت وتأثرت نتيجة لعامل الموقع بالدولة العثمانية.